# Харви Бёрдман
«Харви Бёрдман» (англ. Harvey Birdman, Attorney at Law) — американский мультсериал, транслировавшийся в ночном блоке Adult Swim канала Cartoon Network с 2000 по 2007 год.

## Сюжет
Шоу является одним из четырёх спин-оффов мультсериала «Космический призрак». Действие сериала происходит в вымышленной адвокатской компании Себбен и Себбен, в которой работают супергерои и другие персонажи мультфильмов 1960-х годов, созданных компанией Hanna-Barbera.

## Трансляция

### В мире
В России мультсериал транслировался на телеканале 2×2.